# さそり座パイ星
さそり座π星（さそりざパイせい、π Sco / π Scorpii）は、さそり座の恒星で3等星。
この星は三重星である。さそり座π星Aはこと座β型変光星の接触連星である。どちらも熱い青白色のB型主系列星である。公転周期は1.57日で、わずかに太陽半径の15倍だけ離れている。
さらに遠くを+12.2等級の暗い伴星さそり座π星Bが公転している。地球から見て50秒ほど離れ、少なくとも7000天文単位の公転軌道であると考えられている。

## 名称
中国の二十八宿の１つ「房 (Fang)」の距星とされる。2017年6月30日、国際天文学連合の恒星の命名に関するワーキンググループ (Working Group on Star Names, WGSN) は、さそり座π星Aaの固有名として、Fang を正式に承認した。